# Codex Cairensis
Der Codex Cairensis (auch Codex Prophetarum Cairensis, Kairoer Prophetenkodex, Sigel C oder MC) gilt als eine der ältesten hebräischen Handschriften, die den vollständigen Text der alttestamentlichen Propheten enthalten.

## Geschichte
Der Kairoer Prophetenkodex galt lange Zeit als die älteste bekannte Bibelhandschrift. Er wurde gemäß einem beigefügten Kolophon „am Ende des Jahres 827 der Zerstörung des zweiten Tempels“ (= 895 n. Chr.) von Mosche ben Ascher in Tiberias geschrieben und mit Punktation versehen. Er wurde sodann, wie weitere Kolophone berichten, der Karäergemeinde in Jerusalem geschenkt und dort 1099 von den Kreuzfahrern beschlagnahmt. Später gelangte er in den Besitz der Karäergemeinde von Kairo. Der wohlerhaltene Musterkodex war nie als Buch gebunden. Er wurde in Kairo als Loseblatt-Sammlung in einer Kiste aufbewahrt. Als die letzten Karäer-Juden Ägypten verließen, übergaben sie den Codex der Hebräischen Universität in Jerusalem, wo die Handschrift bis heute aufbewahrt wird.
Im Zuge des Hebrew University Bible Project (Malachi Beit-Arie et al., 1997) ist für den Codex Cairensis eine Datierung ins 11. Jahrhundert wahrscheinlich gemacht worden; damit ist der Petersburger Prophetenkodex von 916 n. Chr. älter.

## Inhalt
Der Codex enthält den gesamten Kanonteil Nevi’im (hebräisch נְבִיאִים, Propheten). Er umfasst die Bücher der „vorderen Propheten“, also Josua, Richter, Samuel und Könige, sowie die „hinteren Propheten“, also die Bücher Jesaja, Jeremia, Ezechiel und das Zwölfprophetenbuch. Das Buch Daniel wird im Judentum nicht zu den Propheten, sondern zu den Ketuvim (hebräisch כְּתוּבִים, Schriften) gezählt. Es ist deshalb nicht in diesem Codex enthalten.
Der Codex enthält nach der Liste der 24 Bücher der jüdischen Bibel mit der Zahl der jeweiligen Verse noch drei von Mosche ben Ascher verfasste Anhänge:
1. Kapitel über die drei Ordnungen der Bibel (Tora, Neviim, Ketuvim);
2. Liste der Propheten;
3. Kolophon.

Der erste Anhang entspricht inhaltlich weitgehend einem Kapitel aus der Grammatik Diqduqe ha-ṭe‘amim. Darin legt Ben Ascher sein karäisches Verständnis von Heiliger Schrift dar. Mose und die Propheten empfingen demnach die Offenbarung zusammen mit ihrer authentischen schriftlichen Gestalt und ihrer richtigen Aussprache. Die Kopisten und Masoreten tradierten diesen Stoff.

## Wissenschaftliche Bewertung
Nach Beobachtungen von Lazar Lipschütz und anderen steht der Codex, obwohl er laut Kolophon von einem Mitglied der Ben Ascher-Familie stammt, innerhalb der masoretischen Tradition Ben Naftali näher als Ben Ascher. Während dies für einige ein Argument gegen seine Authentizität darstellt, wird es von Moshe Goshen-Gottstein damit erklärt, dass Ben Naftali treuer am System des Mosche Ben Ascher festgehalten habe als dessen eigener Sohn Aaron ben Mosche ben Ascher, der Korrektor und Punktator des Codex von Aleppo.

## Texteditionen
- David Samuel Loewinger (Hrsg.): Codex Cairo of the Bible from the Karaite Synagogue at Abbasiya. Makor Publishing, Jerusalem 1971. (Digitalisat) Faksimilie-Ausgabe in einer begrenzten Auflage von 160 Stück; mit Einführung vom damaligen Leiter der Abteilung für Manuskripte der Hebräischen Universität Jerusalem, David Samuel Loewinger.
- F. Pérez Castro et alia (Hrsg.): El Códice de Profetas de El Cairo, Textos y Estudios "Cardenal Cisneros", CSIC, 8 Bände, Madrid 1979–1992. Kritische Ausgabe.